# Alianza Reformista
Alianza Reformista (Alleanza Riformista) fue un pequeño partido político italiano fundado por Ottaviano Del Turco en abril de 2007 como una escisión de Socialistas Demócratas Italianos opuesta a la decisión de éstos de no unirse al Partido Democrático (PD). En el congreso fundacional de éste, el 14 de octubre de 2007, se integró en el PD.
- Datos: Q2270797